# 藥縱之
药纵之（？—934年），五代十国后唐官员，太原人。
药纵之年轻时为儒生。李嗣源为代州刺史，任命为军事衙推。李嗣源镇邢州，药纵之掌书记，历任天平、宣武两镇节度副使。李嗣源改任成德节度使，因病没有随从。李嗣源即位，药纵之到洛阳拜见，安重诲不满意他在李嗣源兵变时观望，很久没有任命他为官。唐明宗李嗣源说：“在德胜军用兵时，药纵之饥寒相伴，不离我左右。现在我有天下，什么人不富贵，为什么只抛弃药纵之。”十天后，授磁州刺史。一年后，自户部侍郎转任为吏部侍郎，他对考核选任官员的方法，惘然不知。长兴初年，为曹州刺史。清泰元年（934年）九月，因病被替代，不久去世。